# Matelea caudata
Matelea caudata är en oleanderväxtart som först beskrevs av Asa Gray, och fick sitt nu gällande namn av R. E. Woodson. Matelea caudata ingår i släktet Matelea och familjen oleanderväxter. Inga underarter finns listade i Catalogue of Life.